# Abrodictyum cellulosum
Abrodictyum cellulosum är en hinnbräkenväxtart som först beskrevs av Kl., och fick sitt nu gällande namn av Ebihara och Dubuisson. Abrodictyum cellulosum ingår i släktet Abrodictyum och familjen Hymenophyllaceae. Inga underarter finns listade.